# Арка (музикант)
Алехандра Герси Родригес (на испански: Alejandra Ghersi Rodríguez; родена на 14 октомври 1989 г.), известна професионално като Арка, е венецуелски музикант и звукозаписен продуцент, базиран в Барселона, Испания. Тя започва да издава музика под името Нууро (Nuuro). След като посещава Института за записана музика на Клайв Дейвис, Герси първо издава EP Барон Либре (2012) под името Арка и впоследствие издава EP-тата Стреч 1 и Стреч 2 ; в последният експериментира с хип-хоп и привлича вниманието на известни музикални издания.
Тя издава първите си два албума, Зен и Мутант, съответно през 2014 и 2015 г. Нейният едноименен трети албум, Арка (2017), става първият, в който главно присъстват нейните вокали. От 2020 – 2021 г. Герси издава квинтета Кик, започвайки с албума Кик I (2020) и завършвайки с Кик IIIII (2021); тези записи черпят от стилове като Ай Ди Ем, регетон, авант-поп и техно. Герси често включва теми, свързани с полова идентичност, небинарна идентичност и психосексуалност в работата си, особено след разкритието ѝ през 2018 г.
Герси също е работила често с други артисти като продуцент и сътрудник. Тя е получавала продуцентски заслуги за издания като Йизъс (2013) на Кание Уест, EP2 на Еф Кей Ей Туигс (2013) и Вулникура на Бьорк (2015). Освен това тя е допринесла за музиката на изпълнители като Келела, Дъ Уикенд, Франк Оушън, Планингтурок, Росалия и Сия.

## Ранен живот
Арка е родена в Каракас като Алехандро Герси. Баща ѝ, Енрике Герси Россон, е инвестиционен банкер и основател на VIP Capital (Venezuelan Investment Partners), инвестиционна банкова фирма във Венецуела. Освен това тя има по-голям брат, чиято музика често слуша през детството си.
Семейство Герси се премества в Дариен, Кънектикът, когато Герси е на три години, преди да се върне в Каракас, когато е на девет години. Герси описва Дариен като град с „бели огради “ с „елени и кърлежи “. След завръщането си в Каракас, Герси започва да свири на фрикционен барабан и започва да продуцира електронна музика във FL Studio. Тя издава музика в юношеството си под името Нууро и получава умерена популярност в родната си страна, с похвали от големи национални изпълнители като Лос Амигос Инвизиблес. През този период тя също си сътрудничи с колеги венецуелски артисти, като например програмирането на синтезаторите в номинирания за Грами албум Nuestra на Ла Вида Бохеме. По-късно тя посещава Института за записана музика Клайв Дейвис в Нюйоркския университет.

## Кариера

### 2012 – 2016: Продуцентска работа,StretchEP-та,&&&&&,XenиMutant
На 1 февруари 2012 г. Герси издава дебютният миниалбум (EP) на Арка, Baron Libre, чрез UNO NYC. По-късно същата година тя издава EP-тата Stretch 1 и Stretch 2 съответно на 19 април и 6 август.
През 2013 г. тя е кредитирана за допълнителна продукция, програмиране и писане на песни за пет от песните в Yeezus на Kanye West, който е пуснат на 18 юни. Герси също служи като един от тримата производствени консултанти. Същата година на 23 юли тя издава своят дебютен микстейп &amp;&amp;&amp;&amp;&amp; чрез SoundCloud и Hippos in Tanks . Проектът включва аудио-визуално изпълнение заедно с Джеси Канда, който допринася за визуализациите, в MoMA PS1 през октомври 2013 г. На 17 септември е издаден EP2 на FKA Twigs, в който Арка продуцира и съавторства всяка песен.
На 11 септември 2014 г. е обявено, че Arca подписва с британския лейбъл Mute Records и издава водещия сингъл, „Thievery“, от нейния предстоящ дебютен студиен албум, Xen . Още един сингъл е издаден преди издаването на албума, „Now You Know“ на 31 октомври 2014 г. заедно с музикален видеоклип. Xen бива издаден на 4 ноември 2014 г. чрез Mute Records . Арка допринася значително за осмият студиен албум на Бьорк Vulnicura, който бива издаден на 20 януари 2015 г. Тя е кредитирана като копродуцент на седем от песните и съсценарист на две. Според Герси двамата започнали да си сътрудничат, след като нейният мениджър изпратил &&&&& до екипа на Бьорк и музикантът се свързал с нея по имейл.
Герси си сътрудничи с американската певица Келела за нейния EP Hallucinogen, който бива издаден през октомври 2015 г. Тя бе кредитирана за продуцирането, записването, смесването и съавторството на две от песните, включително заглавната песен, която е инструментал от &&&&& с Келела, добавяща импровизирани вокали. Следващия месец вторият студиен албум на Арка, Mutant, бива издаден на 20 ноември 2015 г. Тя пусна микстейпа Entrañas на 4 юли 2016 г., след сингъла „Sin Rumbo“.

### 2017 – 2022: поредициArcaиKick
На 22 февруари 2017 г. Arca подписва с XL Recordings и издава „Piel“, водещият сингъл от едноименния трети студиен албум, Arca . Песента става известна с пеенето на Герси, което много рецензенти смятат за контрастиращо с нейните по-стари произведения. Издаването на Arca е предшествано от още три сингъла: „Anoche“, „Reverie“ и „Saunter“. Arca бива издаден на 7 април 2017 г. чрез XL Recordings с широко одобрение от страна на музикалните критици и включен в множество списъци в края на годината. За да популяризира албума, се издава музикален видеоклип за „Desafío“, докато „Saunter“ и „Reverie“ са издадени като дванадесет инчови сингли.
По-късно през 2017 г. Arca отново си сътрудничи с Бьорк в деветия ѝ студиен албум Utopia, като продуцира по-голямата част от записа. Бьорк обяснява, че албумът задълбочено изучава професионалната връзка между двата музиканта. Музикален видеоклип с участието на Арка за „ Arisen My Senses “ е пуснат на 18 декември 2017 г. Арка също си сътрудничи с Келела в нейния дебютен студиен албум, Take Me Apart, издаден през октомври 2017 г. Келела казва, че е "закотвила" албума и е продуцирала голяма част от него. Тя е призната за продуциране на четири песни и съавторство на две.
През септември 2019 г. Арка провежда серия от изпълнения в културното място в Ню Йорк The Shed по време на снимки на живо за „проект, на който все още му предстои да бъде издаден“. Сериалът, озаглавен "Мутант;Вяра ", се провежда от 25 септември до 28 септември и се състои от четири действия. Той е отбелязан от Рейчъл Хан е модните списания на Vogue и Мат Моен от Paper за импровизирания си характер, докато последният също забелязва интерактивния елемент на изпълненията. В представленията гостуват Бьорк и американският актьор Оскар Айзък.
На 19 февруари 2020 г. Arca пуска 62-минутен сингъл, наречен „ @@@@@ “ заедно с аудиовизуален филм, режисиран от Фредерик Хейман. Парчето е пуснато на XL Recordings на 21 февруари. Заедно със сингъла, 13 дати за международно турне са обявени за пролетта на 2020 г. Нейният четвърти албум Kick I, включващ Бьорк, Росалия, Шайгърл и Софи, е обявен на 8 март 2020 г. като част от антология и издаден на 26 юни 2020 г.; за този албум Арка бива номинирана за Грами 2021 . През юли 2020 г. е обявено, че ще бъде пуснато преиздание на &&&&& и песента „Knot“ бива пусната като водещ сингъл. Микстейпът бива преиздаден, за да отпразнува годишнината на базирания в Берлин експериментален лейбъл PAN . През септември 2021 г. ремиксът на Arca на „ Rain on Me “ от Лейди Гага и Ариана Гранде, който семплира песните „Time“ и „Mequetrefe“ от Kick I, бива пуснат като част от ремикс албума на Гага Dawn of Chromatica .
Последващите албуми на Kick I, озаглавени Kick II, Kick III и Kick IIII, са първоначално планирани да излязат на 3 декември 2021 г. Въпреки това, започвайки с Kick II на 30 ноември, албумите биват издадени последователно в рамките на тази седмица. Петата част, Kick IIIII, бива пусната „като изненада“ на 3 декември. Арка копродуцира песента "Tears in the Club " от Еф Кей Ей Туигс с участието на канадския певец Дъ Уикенд, която бива издадена по-късно същия месец като водещ сингъл за микстейпа Caprisongs на Туигс. Арка продуцира и парчето „Thank You Song“ от Еф Кей Ей, заключителното парче от същия микстейп.

## Артистичност

### Музикален стил и лирически теми
Творбите на чгерси, публикувани под името Арка, са етикетирани като експериментална музика, хип-хоп музика и Ай Ди Ем, докато музиката ѝ, издадена под Нууро, е описана като „ електронен инди поп “ и „ мечтателен синт-поп “. Тя често включва теми за психосексуалност, научна фантастика и полова идентичност в музиката си.
Музиката на Герси като Арка е сравнявана с музиката на британския електронен продуцент Афекс Туин, докато едноименният албум Arca (2017) е сравняван с композиции на немските композитори Роберт Шуман и Феликс Менделсон. Последният е известен с това, че е първият ѝ албум като Арка, който включва подчертано лиризмът. Stretch 1 и Stretch 2, които биват пуснати през 2012 г., биват сравнявани с хип-хоп и клубна музика. Рецензирайки Mutant (2015), Марк Ричардсън ретроспективно сравнява Xen (2014) с класическата музика, докато първият клони „към звуковия пейзаж “. Xen е отбелязан в The Quietus от Гари Суарез, че съдържа теми за пола и сексуалността, които се считат за основно имплицитни в музикалните видеоклипове на албума. Kick I (2020) се счита за аванг-поп, докато регетонът е преобладаващият жанр включен в Kick II (2021). Kick III (2021) е забележително повлиян от Ай Ди Ем, докато Kick IIIII (2021) е определен като ембиънт техно музика. В същото време Kick IIIIII (2021) бива определян като „тъмна електронна “ музика от Джо Гогинс от DIY .

### Влияния
През детството си Герси споменава музикалната на брат си, която е включвала Афекс Туин, британския музикант Скуеърпушър и Бьорк, като имаща силно влияние върху нея. Според Герси, Бьорк я е вдъхновила да използва гласа си на видно място в едноименния си трети студиен албум Arca и също така ѝ е помогнала да „намери“ тези свои способности, следвайки развитието на творческото партньорство между двойката. Тя разказва за любовта си към поп музиката, която е повлияла на създаването на Kick I. Арка е конкретно повлияна от Мадона, казвайки: „Не знам дали не мога да преувеличавам колко основни са музиката и личността на Мадона в моето домакинство“.
Тя посочва „Пръстена на Нибелунга “ на немския композитор Рихард Вагнер като основно вдъхновение за поредицата Кик и нарича нощните клубове мястото, в което намира „дом“. Алберто Де Ла Роза от Remezcla отбеляза влиянието на регетона върху работата на Герси.

### Визуални елементи
От 2012 до 2018 г. Герси често си сътрудничи с Джеси Канда по визуалния аспект на нейните албуми. Той създава обложките на нейните албуми Xen (2014), Mutant (2015) и Arca (2017). Тя също си сътрудничи с немския фотограф и режисьор Даниел Санвалд, за да създаде своите музикални видеоклипове. Изображенията, представени в обложката за сингъла на Герси „Vanity“ и музикалния видеоклип за нейния сингъл „Thievery“ са маркирани като неподходящи за непълнолетни лица, което ѝ довежда профилът до временно изгонване от Инстаграм.
За поредицата Kick Фредерик Хейман създава обложките на албума за всеки един от албумите с изключение на Kick I, който е създаден лично от нея, каталунската художничка Карлота Гереро и испанския мултимедиен артист Карлос Саес.

## Личен живот
Арка се разкрива като полово небинарна през 2018 г., като по-късно добавя, че се идентифицира като транс жена и че може да бъде наричана с местоименията тя/на нея и то/на него. От 2022 г. Арка е заявила в биографията си в Инстаграм, че също използва местоимения те/тях. През 2020 г. тя заявява в интервю за Вайс : „Виждам своята полова идентичност като небинарна и се идентифицирам като транслатиноамериканка и въпреки това не искам да насърчавам никого да мисли, че гейството ми е прогонено. И когато говоря за гей, това е смешно, защото не мисля за това кой ме привлича. Това е форма на културно производство, която е индивидуална и колективна, от която никога не искам да се откажа.”
Арка е живяла в Лондон, а от 2018 г. нататък живее в Барселона. Тя излизала е с Даниел Саннвалд, и по-късно с испанския мултимедиен художник Карлос Саес, който често ѝ сътрудничи при реализацията на нейните проекти. Песента „Failed“ (Провал) е написана за връзката ѝ с първия, докато песента „Calor“ (Топлина) описва връзката ѝ с последния.

## Дискография
- Зен (2014)
- Мутант (2015)
- Арка (2017)
- Ритник I (2020)
- Ритник II (2021)
- Ритник III (2021)
- Ритник III (2021)
- Ритник IIIIII (2021)